# Мислиш си, че можеш да танцуваш (САЩ)
„Мислиш си, че можеш да танцуваш“ (на английски: So You Think You Can Dance, SYTYCD) е американско телевизионно танцово риалити, което се излъчва по FOX в САЩ. То е част от франчайз предаването „Мислиш си, че можеш да танцуваш“, излъчвано в 27 държави (към момента само в 13).
Шоуто стартира на 20 юли 2005 г. с повече от десет милиона зрители, завършвайки летния сезон като най-гледаното риалити по телевизията. SYTYCD е създаден от продуцентите на American Idol – Саймън Фулър и Найджъл Литгоу. Водеща на първия сезон е Лорън Санчез, но от втория тази роля заема британката Кат Дийли. По време на втория сезон предаването запазва лидерската си позиция на най-харесвано лятно шоу, но оттогава рейтингът му намалява.
Това, което прави шоуто уникално, е неговият формат. В него могат да участват добре подготвени танцьори, за които няма ограничение в стиловете. Те участват на прослушвания, провеждащи се в редица големи градове в САЩ, за да покажат своя талант и умения. Ако успеят да впечатлят журито, те преминават на следващия етап на формата. Той се изразява в пътуване до Лас Вегас, където състезателите са изправени пред голяма конкуренция и им се поставят различни задачи с цел да се тества тяхната способност да се адаптират към различни танцови стилове. В края на този процес се избират ограничен брой личности – обикновено 20 на брой в зависимост от формата през конкретния сезон, които преминават в основната фаза на конкурса. В нея танцьорите демонстрират изпълнения под формата на соло, дует, или групови постановки в най-различни стилове. Те се състезават за гласовете на зрителите, които в съчетание с мнението на комисия от съдии определят кои танцьори ще преминат към следващия етап. Този процес се случва всяка седмица.
Шоуто разполага с голямо разнообразие от американски и международни танцови стилове, включително класически, модерен и джаз балет, спортни танци, бродуей, диско, хип-хоп, стрийт денс, клубни танци и много от поджанровете в рамките представените. Всяка седмица конкурентите се опитват да овладеят падналия им се на случаен принцип стил танц. В случай че не се справят добре с изтеглената задача и не са събрали достатъчно гласове от зрителите, участниците са изправени пред елиминации всяка последователна седмица. Крайният финалист печели парична награда (обикновено от 250 000 щ.д.) и титлата „Любимият танцьор на Америка“.
В първите осем сезона, когато форматът излъчва само един победител, финалистите са:
- Ник Лазарини,
- Бенджамин Шуимер,
- Себра Джонсън,
- Джошуа Алън,
- Джанийн Мейсън,
- Ръсел Фъргюсън,
- Лорън Фродерман,
- Мелани Мур.

В девети и десети сезон предаването променя правилата, като наградените са вече двама – първо място сред мъжете и първо място сред жените. Победителите в съответните сезони са:
- Елиана Джерард и Киан Уеспи-Чоп
- Ейми Якима и Фикшън (Fik-Shun)

Шоуто има редица номинации за „Еми“, като до този момент е спечелило девет награди – седем от тях в категорията „Изключителна хореография“.

## Формат на предаването
Класическият сезон на „Мислиш си, че можеш да танцуваш“ се състои от два етапа: процес на подбор на участниците от съдиите (експерти в сферата на танцовото изкуство), които избират танцьорите от широк набор от кандидатстващи, и същинската фаза на конкурса, по време на която т.нар. „финалисти“ (обикновено наричани „Първите 20“, на английски: Top 20) се конкурират за вота от зрителите. Въпреки че продължава месеци, етапът на подбор на участниците е силно редактиран и обикновено се предава само в първите 2 – 4 седмици от излъчваните епизоди. Следващият етап от състезанието формира останалите 8 – 9 седмици от началото на сезона.

## Открити прослушвания
През всеки сезон откритите прослушвания, първият етап в определянето на участниците в състезанието, се провеждат в 5 – 6 големи града в САЩ, където обикновено се допускат участници на възраст между 45 и 96 години. Градовете, в които се провеждат прослушвания, търпят промени от сезон на сезон, но някои като Лос Анджелис и Ню Йорк се включват в повечето сезони. По време на този етап танцьорите се представят с кратко танцово изпълнение, подготвено от тях (соло, двойка, групови съчетания), пред определен брой експерти в областта на танцовото изкуство обикновено начело с изпълнителния продуцент Найджъл Литгоу. След това чрез гласуване на място съдиите решават дали танцьорите демонстрират достатъчно качества и умения, за да продължат по-нататък. Ако са успели да ги впечатлят, експертите им връчват самолетен билет за Вегас, с което незабавно се придвижват една стъпка напред в състезанието. При условие че съдиите се колебаят в способностите и качествата на танцьорите, те изискват от тях да изчакат до края на прослушванията за деня, когато трябва да докажат, че са достатъчно добри и могат да се справят с възприемането на професионална хореография.

## Изпитанието „Вегас“
Следващата стъпка от процеса на подбор на първите 20 участници в конкурса се провежда от втори сезон в Лас Вегас, за което е известна още като Vegas Week. Изпитанието продължава няколко дни, в които останалите танцьори се тестват за цялостно добро представяне в разнообразни танцови жанрове, за издръжливост, както и за способност да работят под напрежение. Така във всеки от кръговете в Лас Вегас участниците взимат участие в различни танцови стилове (обикновено тези, които най-често се възлагат на състезателите в същинския етап на формата – хип-хоп, джаз, модерен балет и спортни танци). Освен това те могат да бъдат помолени да изпълнят допълнително соло в стил по техен избор, за да напомнят на съдиите за своите най-силни качества и съответно да избегнат елиминация. От втори сезон насам съществува кръг, в който участниците се разделят на малки екипи, получават музикално произведение, подбрано на случаен принцип, и им се възлага задачата да поставят собствена хореография. По този начин състезателите трябва да покажат своята музикалност и способност да общуват професионално.
Седмицата във Вегас се описва най-често като един от най-изтощителните и стресиращи етапи на конкурса, тъй като танцьорите имат значително кратко време за усвояване на поставената хореография, която в повечето случаи им е напълно непозната като стил, физическото и психическо натоварване е голямо, като липсва време за пълноценна почивка. В същото време във всеки следващ кръг значителна част от танцьорите са елиминирани от състезанието, което внася допълнително напрежение. В края на този процес обикновено остават по-малко от 40 конкурента, от които трябва да бъдат избрани финалистите. Повечето сезони излъчват 20 танцьора, които ще се борят за вота на зрителите в същинската част на шоуто, но са възможни и промени (например в първи сезон състезателите са 16, а в седми сезон – 11).

## Подбор и представяне на финалистите
След епизодите, отразяващи накратко как конкурентите се справят с предизвикателствата, отправени им в Лас Вегас, зрителите могат да проследят самия подбор на участниците в основната част от състезанието. Този процес се изразява в следното – всеки от танцьорите, които до този момент са останали във формата, бива извикан от съдиите, за да му се съобщи новината дали продължава като един от финалистите, борещи се за титлата „Любимият танцьор на Америка“. От шести сезон нататък, непосредствено преди основния конкурс, се излъчва отделен епизод, в който избраните танцьори представят себе си и своя стил чрез танцови етюди по двойки, или в групово съчетание. По този начин зрителите имат възможност да си припомнят уменията на участниците в техния собствен жанр, като в този етап от формата никой от конкурентите не е застрашен от елиминация. В осми и девети сезон подборът на финалистите и тяхното представяне са обединени в един епизод, като танцьорите излизат на сцената веднага след тяхното съобщаване.

## От Топ 20 до Топ 10
След осъществяването на подбора на 20-те финалиста шоуто пристъпва към основната си фаза, а именно самото състезание между участниците, което продължава до края на сезона. Този същински етап от предаването е разделен на 8 – 9 седмици, като всяка седмица двама от танцьорите биват отстранени (по изключение в 7-и сезон се елиминира само по един състезател). Между танцьорите се сформират двойки (партньори от противоположен пол, като в някои сезони това става на случаен принцип, а в други двойките се определят от съдиите. Те се състезават в този си вид в произволно избрани стилове през половината от формата, освен ако някой от участниците в двойката не е освободен от съдиите. Изпълненията на сцената на „Мислиш си, че можеш да танцуваш“ са поставени от широко известни хореографи в цяла Америка, а често от такива, които са познати и извън пределите на континента.
Преди всеки танц да бъде представен пред публиката в залата и пред телевизионните зрители се излъчва видео на състезаващата се двойка, показващо подготовката, през която тя преминава за изпълнението на етюда. Тези кадри са предназначени не само за да демонстрират усилията на участниците, но също така и да се разкрие част от характера на личностите и да се даде възможност на хореографа да разкаже нещо повече за тематиката на художественото произведение. След всяко изпълнение експертите, които съдийстват през съответната седмица, дават своята критична оценка, като те често наблягат на два ключови фактора – техника и сценично присъствие. Танцовото изпълнение на двойките, придружаващите ги видеа и мнението на съдиите обикновено заемат по-голямата част от конкурса, но те могат да бъдат допълвани и от демонстриране на соло от конкурентите или групови изпълнения в по-късен етап на сезона.
Всеки епизод завършва с бърз обзор на танцовите съчетания, като по време на отделните изпълнения на телевизионния екран се изписват телефонните номера, чрез които зрителите у дома могат да гласуват за съответният състезател. От 8-и сезон нататък подаването на гласове може да се извърши и онлайн. Епизодите са с продължителност около два часа, с включени реклами.

## От Топ 10 до Финала
Когато шоуто навлезе в следващия си етап на развитие – „Топ 10“, обикновено настъпват някои промени във формата. Досегашните двойки, които зрителите са свикнали да виждат, биват разделени. В същото време всяка седмица на случаен принцип се формират нови, като е възможно някои от предишните двойки отново да представят общо изпълнение. Освен това гласуването вече бива прехвърлено върху индивидуалните танцьори, т.е. вместо дадено дуо зрителите могат да подкрепят със своите гласове конкретен състезател (в девети сезон индивидуалното гласуване започва от самото начало на шоуто).
На последно място, в тази фаза на състезанието съдиите вече нямат властта да спасяват от елиминация определен танцьор, като решението кой да напусне шоуто зависи единствено от гласоподавателите. Ролята на експертите е единствено да дават напътствия и съвети. От втори до шести сезон резултатите от гласуването се съобщават вечерта след основния спектакъл (посочват се четиримата танцьори, които са получили най-малка подкрепа). В края на всеки сезон, обикновено последната седмица, предаването достига най-емоционалната си част, когато остават само четирима конкуренти (макар и в шести сезон те да са шестима, а в седми да са трима).
В епизода, в който се излъчват финалните етюди, четиримата финалиста изпълняват дуети – всеки с всеки, също така солови и групови изпълнения. Последният епизод обикновено е най-сложен за продуциране. На нея присъстват повече от трима съдии и впечатляващи личности от танцовото изкуство и бизнес. Същата вечер се изпълняват най-аплодираните и обичани съчетания за сезона, гостуват известни танцьори (включително такива от предходни години и от предавания от подобни формати в други страни) и звезди от музикалните среди, като се показват множество видео хроники от хода на събитията в шоуто. Всичко завършва с обявяването на победителя в конкурса, което се решава чрез гласуване от предишната вечер. През първите осем сезона се излъчва по един победител измежду четиримата останали конкуренти, докато през девети и десети сезон първите места са две – едно за мъжете и едно за жените. След приключването на сезона десетте най-добри танцьора участват в турне в продължение на няколко месеца, изпълнявайки хитови съчетания от годината наред с други изпълнения.

## Различия в отделните формати
Въпреки че по-горе е описан традиционният форма за даден сезон, съществуват и определени различия в начина на устройство на някои от тях. Докато при повечето сезони топ финалистите са 20 на брой, сезон 1 е малко по-къс в сравнение с всички останали, включвайки едва 16 участника, като последният епизод представя част с импровизации, което по-нататък не е застъпено в шоуто. Излъчен през есента, за разлика от лятото, както е при повечето други сезони, шестият по ред претърпява някои съкращения по отношение на ефирно време за епизод и завършва с шестима, а не с четирима финалиста.
Седмият сезон показва някои сериозни различия във формата, преобладаваща част от които не се включват в следващите години – вместо Топ 20 с две елиминации на седмица, състезателите са 11 и само по един танцьор бива изпратен вкъщи. В същото време финалистите са три вместо четири на брой. Наред с това в шоуто присъстват и бивши изпълнители от предходни години, които участват с несъстезателен характер, бивайки разпределяни по двойки с танцьорите за някои от техните съчетания. Осми и девети сезон отново се връщат към формата „Топ 20“, но също така продължават да използват звездите от предишните епизоди, след като състезанието достига фазата „Топ 10“.

## Съдии
По време на поредицата от серии съставът на журито варира значително както по отношение на неговия размер, така и по линия на състава му. Обикновено един сезон има 2 – 3 постоянни съдии, като в определени епизоди е възможно да гостуват допълнителен брой експерти от танцовото изкуство или актьорското майсторство. По време на седмицата на изпитанията в Лас Вегас, както и на самия финал, панелът може да включва до 6 – 9 членове. Изпълнителният продуцент Найджъл Литгоу е единственият постоянен съдия за всичките десет сезона. Други постоянни съдии са специалистът по спортни танци Мери Мърфи, режисьорът и хореограф Адам Шанкман и хореографът в областта на модерния балет Мия Майкълс.
Позицията „гост съдия“ обикновено се заема от хореографи, които редовно поставят етюди в шоуто. Следва да се уточни, че до този момент не се е случвало в рамките на един епизод даден съдия да е хореограф на определено изпълнение. В редки случаи е възможно в ролята си на експерти да гостуват бивши участници в шоуто, както и емблематични имена от развлекателната индустрия. Гост съдии са били: Деби Алън, Кристина Апългейт, Робин Антин, Тони Бейзил, Сисли Брадли, Кристин Ченоует, Алекс Силва, Елън Дедженеръс, Тайс Диорио, Джоуи Даулинг, Наполеон и Табита Д’Умо, Кармен Електра, Брайън Фрийдмън, Жан Марк Ж., Джейсън Гилкисън, Нийл Патрик Харис, Хи-Хат, Кейти Холмс, Дан Карате, Лейди Гага, Лил Си, Роб Маршал, Манди Мур, Меган Мълали, Кени Ортега, Тони Редпат, Деби Рейнолдс, Уейд Робсън, Дориана Санчез, Шейн Спаркс, Соня Тайа, Олиса Томпсън, Стенли Тучи, Джеси Тайлър Фъргюсън и Травис Уол.

### Кратко изложение на формата през отделни години
| Сезон | Дата                           | Водещ        | Постоянни съдии                         | Отделно шоу, в което се съобщават резултатите? | Епизод, в който танцьорите изпълняват собствени етюди? | Брой финалисти през първото шоу наживо | Брой състезатели, елиминирани през седмицата | Брой финалисти, достигащи до финала | Брой победители | Включени състезатели от предходни години? | Времева точка на прекратяване на правото на съдиите да извършват елиминации | Начало на гласуването за индивидуални състезатели |
| ----- | ------------------------------ | ------------ | --------------------------------------- | ---------------------------------------------- | ------------------------------------------------------ | -------------------------------------- | -------------------------------------------- | ----------------------------------- | --------------- | ----------------------------------------- | --------------------------------------------------------------------------- | ------------------------------------------------- |
| 1     | Лято 2005 (юли-октомври)       | Лорън Санчез | Найджъл Литгоу                          | Не                                             | Не                                                     | 16                                     | 2                                            | 4                                   | 1               | Не                                        | Топ 8                                                                       | Топ 8                                             |
| 2     | Лято 2006 (май-август)         | Кат Дийли    | Найджъл Литгоу                          | Да                                             | Не                                                     | 20                                     | 2                                            | 4                                   | 1               | Не                                        | Топ 10                                                                      | Топ 10                                            |
| 3     | Лято 2007 (май-август)         | Кат Дийли    | Найджъл Литгоу Мери Мърфи               | Да                                             | Не                                                     | 20                                     | 2                                            | 4                                   | 1               | Не                                        | Топ10                                                                       | Топ 10                                            |
| 4     | Лято 2008 (май-август)         | Кат Дийли    | Найджъл Литгоу Мери Мърфи               | Да                                             | Не                                                     | 20                                     | 2                                            | 4                                   | 1               | Не                                        | Топ 10                                                                      | Топ 10                                            |
| 5     | Лято 2009 (май-август)         | Кат Дийли    | Найджъл Литгоу Мери Мърфи               | Да                                             | Не                                                     | 20                                     | 2                                            | 4                                   | 1               | Не                                        | Топ 10                                                                      | Топ 10                                            |
| 6     | Есен 2009 (септември-декември) | Кат Дийли    | Найджъл Литгоу Мери Мърфи Адам Шанкман  | Да                                             | Да                                                     | 20                                     | 2                                            | 6                                   | 1               | Не                                        | Топ 10                                                                      | Топ 10                                            |
| 7     | Лято 2010 (май-август)         | Кат Дийли    | Найджъл Литгоу Адам Шанкман Мия Майкълс | Да                                             | Да                                                     | 11                                     | 1                                            | 3                                   | 1               | Да                                        | Топ 4                                                                       | Топ 11                                            |
| 8     | Лято 2011 (май-август)         | Кат Дийли    | Найджъл Литгоу Мери Мърфи               | Да                                             | Да                                                     | 20                                     | 2                                            | 4                                   | 1               | Да                                        | Топ 6                                                                       | Топ 10                                            |
| 9     | Лято 2012 (май-септември)      | Кат Дийли    | Найджъл Литгоу Мери Мърфи               | Не                                             | Да                                                     | 20                                     | 2                                            | 4                                   | 2               | Да                                        | Топ 6                                                                       | Топ 20                                            |
| 10    | Лято 2013 (май-септември)      | Кат Дийли    | Найджъл Литгоу Мери Мърфи               | Не                                             | Да                                                     | 20                                     | 2                                            | 4                                   | 2               | Да                                        | Топ 6                                                                       | Топ 20                                            |

## Крайните финалисти
| Сезон | Победител                                      | Подгласник                             | Трето място                       | Четвърто място                             | Пето място                   | Шесто място                   |
| ----- | ---------------------------------------------- | -------------------------------------- | --------------------------------- | ------------------------------------------ | ---------------------------- | ----------------------------- |
| 1     | Ник Лазарини (Модерен балет, Джаз)             | Мелъди Лаиканга (Модерен балет)        | Джамил Мак Гий (Попинг)           | Ашли Доусън (Джаз)                         |                              |                               |
| 2     | Бенджамин Шуимер (Суинг/Спортни танци, латина) | Травис Уол (Модерен балет)             | Даниел Джоунс (Джаз/Хип-хоп)      | Хайди Гроскройц (Спортни танци, стандарт)  |                              |                               |
| 3     | Себра Джонсън (Модерен балет)                  | Дани Тидуел (Класически балет)         | Нийл Хаскел (Модерен балет)       | Лейси Шуимер (Суинг/Спортни танци, латина) |                              |                               |
| 4     | Джошуа Алън (Хип-хоп)                          | Стефан „Туич“ Бос (Хип-хоп)            | Хейти Шийн (Модерен балет)        | Кортни Галиано (Модерен балет)             |                              |                               |
| 5     | Джанийн Мейсън (Модерен балет)                 | Брендън Браянт (Модерен балет)         | Еван К. (Бродуей)                 | Кейла Радомски (Модерен балет)             |                              |                               |
| 61    | Ръсел Фергюсън (Кръмп)                         | Джейкъб Кар (Модерен балет)            | Катрин Мак Кормик (Модерен балет) | Елинор Скот (Джаз)                         | Ашли Ди Лело (Спортни танци) | Райан Ди Лело (Спортни танци) |
| 72    | Лорън Фродерман (Модерен балет)                | Кент Бойд (Джаз балет)                 | Робърт Ролдан (Джаз балет)        |                                            |                              |                               |
| 8     | Мелани Мур (Модерен балет)                     | Саша Малори (Джаз с африкански мотиви) | Марко Гермар (Джаз балет)         | Тад Гадуанг (Брейк)                        |                              |                               |
|       | Победител (жена)                               | Победител (мъж)                        | Подгласник (жена)                 | Подгласник (мъж)                           |                              |                               |
| 93    | Елиана Джерард (Класически балет)              | Киан Уеспи-Чоп (Класически балет)      | Тифани Майер (Джаз)               | Сайръс Спенсър (Попинг/Анимейшън)          |                              |                               |
| 10    | Ейми Якима (Джаз)                              | „Фик-Шън“ (Хип-хоп)                    | Джазмин Харпър (Модерен балет)    | Арън Търнър (Степ)                         |                              |                               |

1Излъчени са 6-а крайни финалиста.

2Излъчени са 3-ма крайни финалиста.

3От девети сезон нататък са излъчвани по двама финалиста – мъж и жена.

## Рейтинг
„Мислиш си, че можеш да танцуваш“ стартира през 2005 г. с над 10 милиона зрителя. По време на Сезон 1 шоуто е номер едно сред излъчваните летни формати по телевизията. През 2006 г. обаче тази титла му е отнета с премиерата на „Америка търси талант“ (на английски: America's Got Talent), което през последните няколко години разширява водещото си предимство. През лятото на 2009 г. SYTYCD започва сезона силно с рейтинг от 3,4 в своята целева група. С началото на „Америка търси талант“ около един месец по-късно обаче в този отрязък от време танцовото шоу пада до № 4 по отношение на рейтинга. „Мислиш си, че можеш да танцуваш“ продължава да губи зрители през лятото на 2009 г. и завършва със средно около 8 милиона зрителя.
След тези неблагоприятни резултати Fox измества графика на SYTYCD за есента на 2009 г., когато неговият рейтинг продължава да намалява, като удря рекорд от най-ниска гледаемост от своята премиера насам с 4,6 милиона зрители и то по време на „специалния“ епизод на 2 септември 2009 г. с домакин Найджъл Литгоу. Преместването на състезанието през есента се оказва краткотрайно. След като се достига рейтинг от едва 6 милиона зрители средно, Fox връща SYTYCD обратно към лятото през 2010 г. Със замяната на Мери Мърфи с Мия Майкълс в качеството ѝ на постоянен съдия и с връщането на старите звезди от шоуто, в ролята им на танцови партньори, рейтингът на „Мислиш си, че можеш да танцуваш“ продължава да се движи надолу, достигайки дъното на 15 юли 2010 г. със само 5,6 милиона зрители.
По време на седмия сезон „Мислиш си, че можеш да танцуваш“ се следи от малко над 5 милиона зрители. Скоро след финала бива обявено, че Мия Майкълс ще бъде заменена в групата от експертите с Мери Мърфи, която отново се връща като постоянен съдия. Промяната изглежда има малък ефект върху рейтинга и шоуто продължава да се радва средно на малко повече от пет милиона зрители на епизод през 2011 г. (по време на сезон 8). Сезон 9 отбелязва леко нарастване на рейтинга в началото, като първите пет епизода печелят между шест и седем милиона зрители. Нарастването обаче се оказва краткотрайно и рейтингът на шоуто достига до най-ниската си точка от 4,16 милиона зрители на 29 август 2012 г.